# Epiphany (Chrisette Michele)
Epiphany è il secondo album discografico in studio della cantante statunitense Chrisette Michele, pubblicato nel 2009.

## Il disco
Il disco è stato pubblicato nel maggio 2009 dalla Def Jam Recordings. Le registrazioni sono state effettuate nel periodo 2008-2009 con l'ausilio di Ne-Yo, Chuck Harmony e altri produttori. Il singolo e title track Epiphany è stato pubblicato nel gennaio 2009 ed è stato seguito da altri tre brani estratti dall'album e pubblicati come singoli: Blame It on Me (maggio 2009), What You Do (luglio 2009) e Fragile (novembre 2009). Riguardo alle vendite, il disco ha raggiunto la posizione #1 della classifica Billboard 200.

## Tracce
1. Epiphany (I'm Leaving) – 3:28
2. Notebook – 3:46
3. What You Do – 3:22
4. Blame It on Me – 4:09
5. All I Ever Think About – 3:41
6. Playin' Our Song – 3:33
7. Another One – 3:39
8. On My Own – 3:47
9. Fragile – 4:15
10. Mr. Right – 4:23
11. Porcelain Doll – 3:45
12. I'm Okay – 4:18